# Misumenops forcatus
Misumenops forcatus es una especie de araña cangrejo del género Misumenops, familia Thomisidae. Fue descrita científicamente por Song & Chai en 1990.

## Distribución
Esta especie se encuentra en China.